# Alpbach (gmina)
Alpbach (baw. Åibåch) – gmina w zachodniej Austrii, w kraju związkowym Tyrol, w powiecie Kufstein.
Alpbach jest od 1945 miejscem posiedzeń Europejskiego Forum Alpbach, dorocznej, dwutygodniowej konferencji czołowych postaci ze świata nauki, biznesu, sztuki i polityki, dzięki czemu zyskało sobie nieoficjalną nazwę "Wioska Myślicieli". W 1999 r. powstało tam centrum kongresowe.